# Hyde Park (comté de Berks, Pennsylvanie)
Pour les articles homonymes, voir Hyde Park (homonymie).
Hyde Park est une census-designated place située dans le comté de Berks, dans le Commonwealth de Pennsylvanie, aux États-Unis. Sa population, qui s’élevait à 2 528 habitants lors du recensement de 2010, est estimée à 2 880 habitants au 1er juillet 2020.

## Source
- (en) Cet article est partiellement ou en totalité issu de l’article de Wikipédia en anglais intitulé « Hyde Park, Berks County, Pennsylvania » (voir la liste des auteurs).

1. ↑  (en) « Hyde Park, Pennsylvania Population » [« Données sur Hyde Park, Pennsylvanie »], sur censusviewer.com (consulté le 13 janvier 2021).
2. ↑  (en) « Hyde Park, Pennsylvania - Basic Facts » [« Estimations sur Hyde Park »], sur pennsylvania.hometownlocator.com (consulté le 13 janvier 2021).